# Guvacine
La guvacine o guvacina è un composto alcaloide presente nelle noci di betel.